# Marjan Turnšek

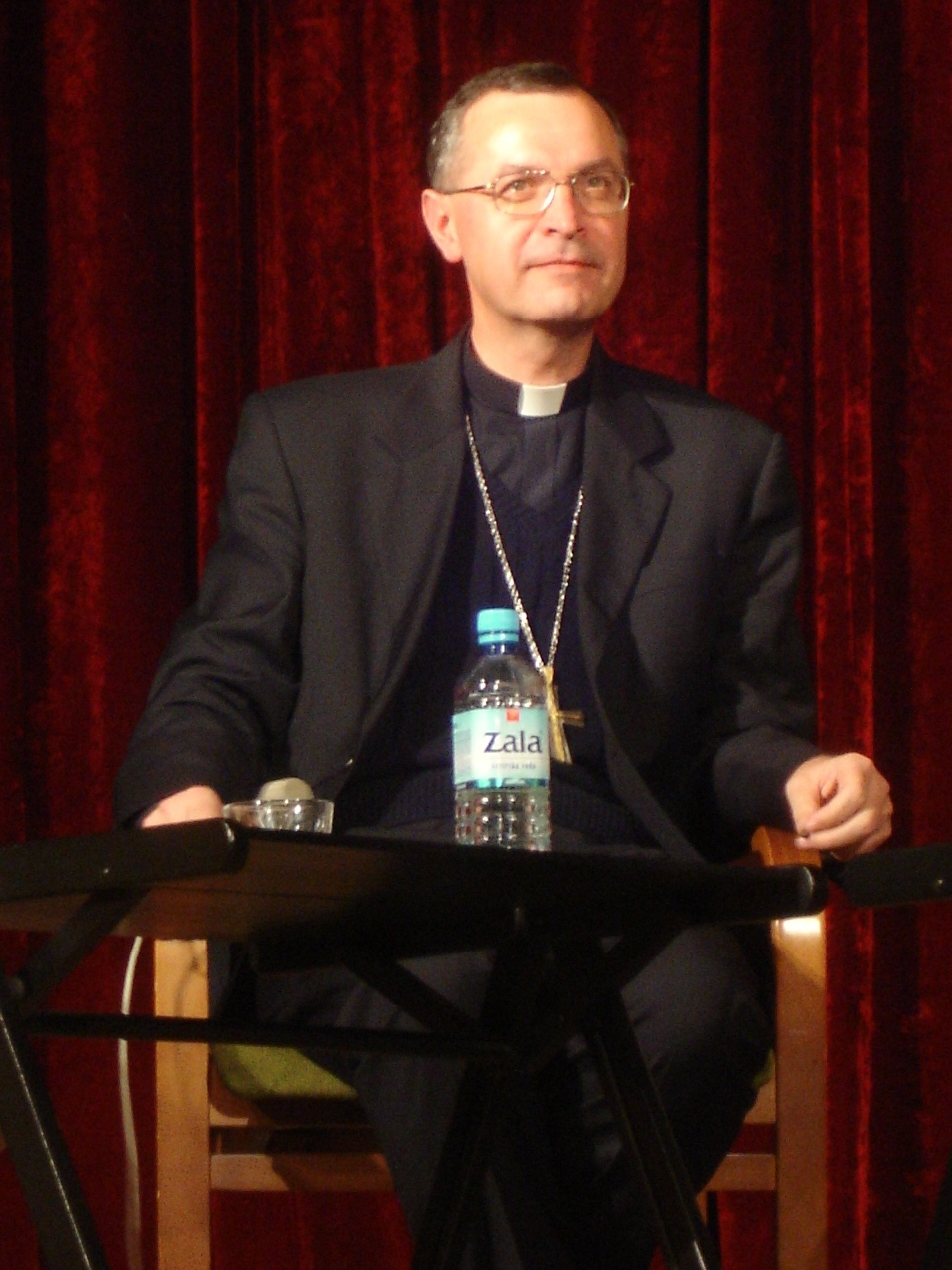
Bischof Marjan Turnšek (2007)

Bischofswappen

Marjan Turnšek (* 25. Juli 1955 in Celje) ist ein slowenischer Geistlicher und emeritierter Erzbischof von Maribor.

## Leben
Der Bischof von Maribor, Franc Kramberger, weihte ihn am 28. Juni 1981 zum Priester.
Papst Benedikt XVI. ernannte ihn am 7. April 2006 zum Bischof von Murska Sobota. Der Erzbischof von Maribor, Franc Kramberger, spendete ihm am 25. Juni desselben Jahres die Bischofsweihe; Mitkonsekratoren waren Anton Stres CM, Bischof von Celje, und Jožef Smej, Weihbischof in Maribor.
Als Wahlspruch wählte er Bog je ljubezen. Der Papst ernannte ihn am 28. November 2009 zum Koadjutorerzbischof von Maribor. Nach dem Rücktritt Franc Krambergers folgte er ihm am 3. Februar 2011 als Erzbischof von Maribor nach.
Am 31. Juli 2013 nahm Papst Franziskus seinen Rücktritt an, den er wegen der desolaten finanziellen Situation seiner Erzdiözese angeboten hatte.